# Матрай, Мария
Мария Матрай (нем. Maria Matray, также Мария Со́львег (нем. Maria Solveg), урожд. Шмидт (нем. Schmidt); 14 июля 1907, Нидершёнхаузен — 30 октября 1993, Мюнхен) — немецкая актриса

, хореограф и сценарист.

## Биография
Мария Матрай — младшая из четырёх дочерей в еврейской семье инженера и директора в компании AEG Георга Штерна и его супруги Лисбет, урождённой Шмидт. Племянница скульптора Кете Кольвиц. Две сестры Марии — Иоганна Гофер и Регула Келлер стали актрисами, третья сестра Катарина стала танцовщицей и актрисой под сценическим псевдонимом Катта Штерна.
Мария занималась балетом и в 1921 году бросила учёбу в реальной школе ради сценической карьеры. Под именем Мария Сольвег гастролировала по Европе в танцевальной труппе режиссёра Эрнста Матрая. В 1927 году вышла замуж за Эрнста Матрая и отправилась с ним на гастроли по Америке. По возвращении выступала на берлинских театральных подмостках.
Мария Матрай снялась в нескольких кинофильмах. После прихода к власти национал-социалистов вместе с мужем отправилась в эмиграцию. Через Францию и Англию супруги в 1934 году добрались до США. Мария танцевала в ревю и одновременно работала помощником режиссёра и продюсера у Макса Рейнхардта. Написала несколько сценариев и в 1946 году вместе с соавтором Арнольдом Филипсом выпустила первый роман, который также был экранизирован.
В 1953 году супруги Матрай вернулись в Германию. Мария занималась обработкой «Жоржа Дандена» Мольера и «Парижской жизни» Жака Оффенбаха для постановок мужа в Немецком драматическом театре в Гамбурге в 1954 году. В последующие годы Мария Матрай написала несколько кино- и телевизионных сценариев, часто работала вместе с Ансвальдом Крюгером.
С 1953 года Мария Матрай являлась гражданкой США, в 1960 году получила гражданство ФРГ и поселилась в Мюнхене. Брак с Матраем был расторгнут в 1962 году. Похоронена на Лесном кладбище в Мюнхене.

## Фильмография

### Актриса
- 1924: Die wunderlichen Geschichten des Theodor Huber
- 1926: Das Blumenwunder
- 1926: Das Geheimnis von St. Pauli
- 1926: Sünde am Weibe
- 1927: Der Meister von Nürnberg
- 1927: Die Lindenwirtin am Rhein
- 1929: Die Ehe
- 1929: Vererbte Triebe
- 1930: Ich glaub nie mehr an eine Frau
- 1930: Zapfenstreich am Rhein
- 1930: Sohn der weißen Berge
- 1930: Stürmisch die Nacht
- 1930: Der Weg nach Rio
- 1931: Elisabeth von Österreich
- 1931: Der Hochtourist
- 1931: Lügen auf Rügen
- 1932: Der Geheimagent
- 1932: Der Hexer
- 1932: Ein Mann mit Herz

### Сценарист
- 1954: Der König mit dem Regenschirm
- 1955: Abschiedsvorstellung
- 1956: Mein Vater, der Schauspieler
- 1957: Wie ein Sturmwind
- 1958: Und abends in die Scala|… und abends in die Scala
- 1958: Frau im besten Mannesalter
- 1959: Прекрасная лгунья / Die schöne Lügnerin
- 1959: Die Nacht vor der Premiere
- 1960: Waldhausstraße 20 (TV)
- 1962: Die glücklichen Jahre der Thorwalds]
- 1963: Die Fotokopie
- 1963: Der Fall Krantz
- 1964: Der Prozeß Carl von O.
- 1964: Ein langer Tag
- 1965: Der Fall Harry Domela
- 1965: Der Fall Klaus Fuchs
- 1965: Bernhard Lichtenberg
- 1965: Der Mann, der sich Abel nannte
- 1966: Der schwarze Freitag
- 1966: Das Millionending
- 1968: Affäre Dreyfus
- 1968: Der Senator
- 1969: Hotel Royal
- 1970: Maximilian von Mexiko
- 1971: Der Hitler/Ludendorff-Prozeß
- 1972: Manolescu
- 1974: Hafenhyänen
- 1975: Wie starb Dag Hammarskjöld?
- 1981 Auf Schusters Rappen
- 1983 Ein Winter auf Mallorca
- 1985 Im Schatten von gestern
- 1986 Wie das Leben so spielt — C’est la vie
- 1986 Gauner im Paradies